# Pavoučí teror
Pavoučí teror (v anglickém originále Eight Legged Freaks) je americký akční film z roku 2002. Režisérem filmu je Ellory Elkayem. Hlavní role ve filmu ztvárnili David Arquette, Kari Wührer, Scott Terra, Scarlett Johansson a Doug E. Doug.

## Obsazení
| David Arquette     | Chris McCormick  |
| Kari Wührer        | Sam Parker       |
| Scott Terra        | Mike Parker      |
| Scarlett Johansson | Ashley Parker    |
| Doug E. Doug       | Harlan Griffiths |
| Rick Overton       | Pete Williams    |
| Leon Rippy         | Wade             |
| Matt Czuchry       | Bret             |
| Tom Noonan         | Joshua Taft      |